# American Hockey Association (1926–1942)
Die American Hockey Association (AHA) war eine nordamerikanische Eishockey Minor League, welche 1926 gegründet und 1942 aufgelöst wurde. Eine gleichnamige Liga existierte in der Saison 1992/93. Die von 1945 bis 1951 existierende United States Hockey League trat die Nachfolge der AHA an.

## Geschichte
Die American Hockey Association entstand 1926 als Nachfolgewettbewerb der Amateurliga United States Amateur Hockey Association (USAHA), als man sich dazu entschied eine Profiliga zu gründen, um vor allem US-amerikanischen Spielern die Möglichkeit zu bieten professionell Eishockey zu spielen. Ein weiteres Ziel war es gegen die Mannschaften der National Hockey League um den Stanley Cup anzutreten, nachdem im Anschluss an die Saison 1925/26 die Western Hockey League aufgelöst worden war, deren Meister zuvor in einer Playoff-Serie gegen den NHL-Meister antraten. Dies kam jedoch nie zustande, da man beschloss den Stanley Cup als feste Trophäe an den Playoff-Gewinner der NHL zu vergeben. Ab 1931 entstand mit der Central Hockey League eine ernsthafte Konkurrenz für die AHA und Mannschaften wie die Minneapolis Millers und St. Paul Saints schlossen sich der CHL an. In der Saison 1934/35 folgte jedoch eine Annäherung beider Ligen, die einen gemeinsamen Spielplan entwickelten und Spiele zwischen den Mannschaften beider Wettbewerbe durchführten. Zur Saison 1935/36 fusionierten schließlich die CHL und die AHA, wobei der Spielbetrieb unter dem Banner der American Hockey Association fortgesetzt wurde und auch die Mannschaften aus Minneapolis und St. Paul kehrten in die AHA zurück. Im Laufe der Zeit schafften zahlreiche talentierte Spieler der AHA den Sprung in die National Hockey League, während andersherum ehemalige Stars der NHL ihre Karriere in der AHA ausklingen ließen. Das Ende der AHA, die mehrfach mit finanziellen Problemen ihrer Teams und Umsiedlungen während laufender Spielzeiten zu kämpfen hatte, kam nach dem Kriegseintritt der USA im Zweiten Weltkrieg, als man die Arenen der Vereine anderweitig benötigte. Nach dem Kriegsende 1945 entstand die Nachfolgeliga United States Hockey League.

## Teams
| - Buffalo Americans (1930–1931, wurden Buffalo Majors) - Buffalo Majors (1931–1932) - Chicago Americans (1927, wurden Kansas City Pla-Mors) - Chicago Cardinals (1926–1927, wurden Chicago Americans) - Chicago Shamrocks (1930–1932) - Dallas Texans (1941–1942) - Detroit Greyhounds (1926–1927) - Duluth Hornets (1926–1932, wurden Wichita Blue-Jays) - Fort Worth Rangers (1941–1942) - Kansas City Americans (1940–1942) - Kansas City Greyhounds (1933–1940; wurden Kansas City Americans) - Kansas City Pla-Mors (1927–1933; wurden Kansas City Greyhounds) - Minneapolis Millers (1926–1931; 1936–1942) | - Minneapolis Warriors (1936) - Oklahoma City Warriors (1933–1936; wurden Minneapolis Warriors) - Omaha Knights (1939–1942) - St. Louis Flyers (1928–1942) - St. Paul Greyhounds (1932–1933; wurden Tulsa Oilers) - St. Paul Saints (1926–1930; 1935–1942) - Tulsa Oilers/Indians (1928–1932; wurden St. Paul Greyhounds; 1933–1942) - Wichita Blue-Jays (1932–33, wurden Wichita Vikings) - Wichita Skyhawks (1935–1940) - Wichita Vikings (1933) - Winnipeg Maroons (1926–1928) |

## Meister
| - 1926/27: Duluth Hornets - 1927/28: Minneapolis Millers - 1928/29: Tulsa Oilers - 1929/30: Kansas City Pla-Mors - 1930/31: Tulsa Oilers - 1931/32: Chicago Shamrocks - 1932/33: Kansas City Pla-Mors - 1933/34: Kansas City Greyhounds | - 1934/35: St. Louis Flyers - 1935/36: St. Louis Flyers - 1936/37: Minneapolis Millers - 1937/38: St. Louis Flyers - 1938/39: St. Louis Flyers - 1939/40: St. Paul Saints - 1940/41: St. Louis Flyers - 1941/42: Omaha Knights |